# Théâtre municipal de Neufchâteau
Le théâtre municipal de Neufchâteau est un édifice situé dans la ville de Neufchâteau, dans les Vosges en région Grand Est.

## Histoire
Le maître d’œuvre est François Grillot.
La salle avec son décor est classée au titre des monuments historiques par arrêté du 21 mars 1983. Les façades et toitures sont inscrites au titre des monuments historiques par arrêté du 21 mars 1983. 